# Губеры
Губеры — дворянский род.
Определением Правительствующего Сената от 21 мая 1858 года, вдова надворного советника Карла Францевича Губер, Дарья Федоровна, по личным заслугам покойного мужа её, признана в потомственном дворянском достоинстве с сыновьями их: Карлом и Виктором, которым и выданы свидетельства о дворянстве.

## Описание герба
В лазоревом щите золотая извивающаяся змея, головой обращённая вправо, с червлёными глазами, гребнем и бородкой, держит во рту три зелёных листа целительной травы.
Над щитом дворянский шлем с короной. Нашлемник: между двух золотых оленьих рогов с пятью отростками каждый, золотой с длинным концом крест. Намёт: лазоревый с золотом.